# Бонцешти (Вранча)
Бонцешти (рум. Bonțești) насеље је у Румунији у округу Вранча у општини Карлиђеле. Oпштина се налази на надморској висини од 228 m.

## Становништво
Према подацима из 2002. године у насељу је живело 464 становника, од којих су сви румунске националности.